# Dàn nhạc giao hưởng Mặt trời
Dàn nhạc giao hưởng Mặt trời (tên tiếng Anh là The Sun Symphony Orchestra, SSO) là một trong những dàn nhạc giao hưởng có trụ sở chính và hoạt động chủ yếu tại Việt Nam. 

## Thành lập
Dàn nhạc giao hưởng Mặt trời được thành lập năm 2017 dưới sự dẫn dắt của nhạc trưởng người Pháp Olivier Ochanine và sự bảo trợ của Tập đoàn Sun Group. Do phải trải qua quá trình tuyển dụng khắt khe nên SSO chỉ thu nhận những tài năng âm nhạc cổ điển xuất sắc đến từ Việt Nam và nhiều quốc gia trên thế giới. Trong một đợt tuyển chọn, SSO đã nhận được hơn 150 bài dự thi từ các nghệ sĩ quốc tế gửi về dự thi.

## Hoạt động
SSO có buổi ra mắt công chúng lần đầu tiên vào tháng 5 năm 2018. Kể từ khi ra mắt, các chương trình hòa nhạc của dàn nhạc này thường được trình diễn và bán vé tại Hà Nội. Một số chương trình đã nhận được sự ủng hộ và chào đón từ khán giả Hà Nội. Dưới sự dẫn dắt của Giám đốc Âm nhạc kiêm nhạc trưởng người Pháp Olivier Ochanine, dàn nhạc Giao hưởng Mặt Trời đã có những buổi biểu diễn ấn tượng với những nghệ sĩ nổi tiếng thế giới, từ nghệ sỹ Opera Hàn Quốc Sumi Jo, nghệ sĩ dương cầm người Anh Benjamin Grosvenor, Andrew Tyson, nghệ sỹ vĩ cầm Sergei Dogadin, Bùi Công Duy. Sau 2 năm tổ chức những buổi công diễn miễn phí, SSO đã chính thức mở bán vé các chương trình hòa nhạc lớn từ tháng 9 năm2019.
Dàn nhạc giao hưởng Mặt trời đã biểu diễn nhiều tác phẩm của các nhạc sĩ Việt Nam cũng như của các nhà soạn nhạc kinh điển trên thế giới. Dàn nhạc cũng đã tham gia biểu diễn trong cả các chương trình nhạc Pop hay nhạc đương đại.
Song song với hoạt động biểu diễn, SSO liên tục thực hiện các hoạt động hỗ trợ tài năng âm nhạc cổ điển trẻ của Việt Nam như hợp tác với Học viện Âm nhạc quốc gia Việt Nam triển khai chuỗi chương trình Hòa nhạc giáo dục, tài trợ cùng Cuộc thi Âm nhạc quốc tế vĩ cầm và Hòa tấu thính phòng Việt Nam…
Sau 2 năm ngưng diễn do dịch bệnh COVID-19, Dàn nhạc Giao hưởng Mặt trời chính thức tái khởi động. Các buổi hòa nhạc của SSO đã trở lại hoạt động từ tháng 9 năm 2022. Sau đó, SSO còn dự kiến sẽ mở rộng quy mô lên mức lớn nhất. Dàn nhạc sẽ tổ chức các buổi tuyển chọn nghệ sĩ quy mô quốc tế, để bổ sung thêm các nghệ sĩ tài năng từ Việt Nam và nhiều quốc gia trên thế giới.
Tháng 10 năm 2022, dàn nhạc này công bố mùa diễn mới mang tên "Mặt trời trở lại". Đây cũng là mùa diễn đầu tiên mà SSO biểu diễn tại Thành phố Hồ Chí Minh.

## Nhận định
Báo Tổ quốc đã nhận xét dàn nhạc Giao hưởng Mặt trời đã "tạo được dấu ấn trong giới mộ điệu âm nhạc, với vai trò một dàn nhạc giao hưởng đẳng cấp quốc tế, quy tụ những tài năng âm nhạc cổ điển xuất sắc của Việt Nam và thế giới." Nghệ sĩ Opera nổi tiếng người Hàn Quốc Sumi Jo đã nói rằng “Dàn nhạc Giao hưởng Mặt Trời đã chơi quá tuyệt vời!” Một số nghệ sĩ độc tấu như ca sĩ opera Sumi Jo hay nghệ sĩ dương cầm Jean-Yves Thibaudet đã tỏ ra đánh giá cao dàn nhạc này dù mới thành lập không lâu.

## Các buổi hoà nhạc
- 19 tháng 12 năm 2018: “Mùa Giáng Sinh An Lành”[18]
- 22 tháng 2 năm 2019: đêm hòa nhạc “Vũ điệu Mặt Trời”.[19]
- 23 tháng 10 năm 2019: "Thibaudet trình diễn âm nhạc Saint-Saens – Season Opening Gala".=[20]
- 27 tháng 10 năm 2022: "Viva SSO! Mặt trời trở lại"[21]
- 20 tháng 5 năm 2023: Hoà nhạc “A Musical Kaleidoscope”[22]
- 30 tháng 6 năm 2023: "To Love & to Honor"[23][24][25]